# Jasienica (gmina w województwie szczecińskim)
Jasienica – dawna gmina wiejska istniejąca w latach 1945–1954 w woj. szczecińskim (dzisiejsze woj. zachodniopomorskie). Siedzibą władz gminy była Jasienica (obecnie dzielnica Polic).
Gmina Jasienica powstała po II wojnie światowej na terenie tzw. Ziem Odzyskanych (tzw. III okręg administracyjny – Pomorze Zachodnie). 28 czerwca 1946 gmina – jako jednostka administracyjna powiatu szczecińskiego – weszła w skład nowo utworzonego woj. szczecińskiego.
W 1950 roku do gminy Jasienica włączono obszar zniesionej gminy Brzózki (gromady Brzózki, Karpin, Myślibórz Wielki, Mszczuje i Warnołęka). Według stanu z 1 lipca 1952 gmina składała się z 12 gromad: Brzózki, Dębostrów, Drogoradz, Jasienica, Karpin, Myślibórz Wielki, Niekłończyca, Tatynia, Trzebież, Trzeszczyn, Uniemyśl i Warnołęka.
Gmina została zniesiona 29 września 1954 wraz z reformą wprowadzającą gromady w miejsce gmin. Jednostki nie przywrócono 1 stycznia 1973 wraz z kolejną reformą reaktywującą gminy, a jej dawny obszar wszedł głównie w skład nowej gminy Trzebież oraz Polic.